# Leia Behn
Leia Isadora Behn (Leah Isadora Behn; 8 de abril de 2005) é a segunda filha da princesa Marta Luísa da Noruega e de seu ex-marido, o escritor  e pintor Ari Behn. 
É neta do Rei Haroldo V e da Rainha Sônia, tem duas irmãs, Maud e Emma, e é a sexta na linha de sucessão ao trono norueguês. 

## Biografia
Leia Behn nasceu em Bloksbjerg, casa de campo da princesa, na ilha de Hankø, na municipalidade de Fredrikstad, pesando 3,7 quilos e medindo 52 centímetros. Na semana de seu batismo, em 17 de junho de 2005, foi tema de manchetes ao redor do mundo quando foi revelado que seu nome Leia foi inspirado, em parte, pela personagem Princesa Leia da série Star Wars. Seu nome do meio, Isadora, foi escolhido por seu pai em homenagem à dançarina americana Isadora Duncan, a qual admirava.   
Seus padrinhos foram a a princesa Laurentina dos Países Baixos, Gry Brusletto e Katharina Salbu (ambos amigos de sua mãe), Espen Bjørshol (seu tio paterno), Jon Andreas Håtun (amigo de seu pai), Didrik Vigsnæs (marido da dama de honra de sua mãe) e Marianne Ulrichsen (uma prima de segundo grau). A rainha Sônia a carregou até a pia batismal e Leia usou um traje de batizado tradicional, criado em 1920 pela Princesa Ingeborg e usado por todas as crianças descendentes do Príncipe Carlos. 
Ela e suas irmãs estudam na Steinerskolen, em Oslo e, como sua mãe, Leia é fã de equitação, já tendo participado de alguns campeonatos e vencido o Oslo Horse Show.  
Apesar dela e de suas irmãs não terem recebido um título real e de no futuro não terem funções oficiais na Casa Real, elas costumam participar de eventos envolvendo a Família Real. Em 2012 participaram das comemorações dos aniversários de 75 anos do Rei e da Rainha, em 2016 participaram dos eventos relativos ao Jubileu de Prata do Rei, e em 2017 e 2019 atenderam ao Culto Natalino, por exemplo.     
Entre 2012 e 2015 morou com os pais e as irmãs em Londres, na Inglaterra, tendo seus pais se divorciado em 2016.  
É usuária assídua do Instagram, onde posta tutorias de maquiagem, tendo quase 10 mil seguidores. "É uma influencer e triunfa no Instagram", escreveu a revista Harpers Bazaar da Espanha.   

### Morte do pai
Ari, pai de Leia, morreu por suicídio no dia de Natal, em 25 de dezembro de 2019, tendo ela e suas irmãs ficado muito consternadas com a morte. Durante o funeral, sua irmã mais velha, Maud, leu no discurso: "teremos muitas saudades tuas". Dias depois, Leia usou sua conta no Instagram para falar sobre a morte: “Lamento ter me ausentado, mas uma tragédia aconteceu na minha família e estou realmente devastada, motivo pelo qual tenho estado muito tempo com as pessoas que amo. Mas espero voltar a publicar vídeos muito em breve".  